# 47 Meters Down
Série
47 Meters Down: Uncaged
(2019)
Pour plus de détails, voir Fiche technique et Distribution.
47 Meters Down, ou Instinct de survie au Québec, est un thriller horrifique américano-britannique co-écrit et réalisé par Johannes Roberts, sorti en 2017.
Le fil suit deux sœurs en vacances au Mexique qui sont prises au piège dans une cage d’observation de requins, au fond de l’océan. Elles n’ont que quelques heures pour remonter à la surface.
Sorti d'abord le 16 juin 2017 aux États-Unis, le film sort en doublage francophone le 22 septembre 2017 en VàD  et le 8 novembre 2017 en DVD et Blu-ray.

## Synopsis
Lisa et Kate sont deux sœurs en vacances au Mexique. Kate tente de remonter le moral de sa sœur, quittée par son copain, et l'emmène se changer les idées dans un nightclub. Elles rencontrent deux hommes locaux qui les convainquent de partir en mer avec eux pour observer des requins dans une cage de plongée. Lisa hésite, mais Kate réussit à la convaincre de se lancer.
Les deux sœurs arrivent au dock et Lisa nourrit des inquiétudes quant à la vétusté du bateau et du propriétaire, le Capitaine Taylor. Lorsque ce dernier leur demande si elles ont de l'expérience en plongée sous-marine, elles mentent par l'affirmative (seule Kate est expérimentée). Les inquiétudes de Lisa augmentent en voyant la cage à requins rouillée, tenue par de fins câbles d'acier à une vieille grue.
En atteignant le spot de plongée, le capitaine appâte les requins. Lisa est de plus en plus sceptique, mais le capitaine rejette ses préoccupations. Les deux hommes locaux descendent en premier, mais personne sur le bateau ne remarque le filin tenant la cage s'effilocher. Une fois les hommes sortis, c'est au tour des sœurs d'y entrer. C'est à ce moment que le filin cède, laissant la cage couler à pic par 47 mètres de fond, hors de portée radio avec le bateau. Kate sort de la cage et remonte 7 mètres plus haut pour reprendre contact avec le capitaine, qui lui dit que Javier va descendre avec un treuil pour les ramener. Il leur recommande également de rester dans la cage, les requins étant toujours présents. Les réserves d'oxygène commencent à manquer, mais Lisa et Kate patientent dans la cage jusqu'à enfin apercevoir une lumière de torche au loin. Pensant que Javier ne peut les voir, Lisa sort de la cage pour le rejoindre. En chemin, un squale tente d'attaquer Lisa, mais elle se réfugie dans une petite grotte pour l'éviter. Un peu plus tard, elle arrive au bord d'un canyon sous-marin au fond insondable, l'exposant à une attaque potentielle par-dessous.
Nageant au-delà de la falaise, elle récupère la torche, mais aucune trace de Javier. Lisa perd tout repère et n'arrive plus à retrouver le chemin du retour. Au moment où Javier apparaît pour tenter de la ramener vers un lieu moins exposé, il est tué par un requin. Lisa prend le fusil-harpon de Javier ainsi que le treuil de rechange, puis retourne vers la cage. Désormais armée, elle retourne à portée de communication du bateau et demande à Taylor de les remonter. Pendant la manœuvre, le treuil de rechange casse également et la cage coule de nouveau. La cage s'écrase sur la jambe de Lisa, et les deux sœurs paniquent, à court d'idées et d'oxygène.
Kate retourne à portée de signal pour informer Taylor de la situation critique, et ce dernier leur envoie des bouteilles d'oxygène, les prévenant que les garde-côtes mexicains sont à une demi-heure de leur position. Il les prévient également du danger de narcose à l'azote, dû à l'utilisation prolongée des bouteilles, pouvant provoquer des hallucinations. Kate trouve les bouteilles au moment où la sienne se vide, ainsi que trois fusées de détresse.
En retournant à la cage, Kate est violemment attaquée par un requin. Lisa, toujours coincée par la cage et à court d'oxygène, utilise le harpon pour ramener une bouteille à elle, mais se coupe la main dans le processus. Elle utilise sa bouteille puis entend sa sœur à la radio: Kate est blessée, à court d'oxygène, et son sang attire d'autres requins. Lisa utilise son gilet de stabilisation pour soulever la cage et libérer sa jambe, puis part retrouver Kate. Elle la retrouve enfin, et Taylor leur indique que les garde-côtes ne sont pas encore arrivés et qu'elles doivent attendre dans la cage. Lisa refuse à cause de la gravité des blessures de Kate, et décide de remonter par leurs propres moyens.
Durant la remontée, elles utilisent une première fusée pour tenir les requins en respect. À 20 mètres de profondeur, Taylor leur dit d'attendre 5 minutes dans le palier de décompression pour éviter l'accident de plongée. Alors que la première fusée s'éteint, Kate tente d'en allumer une seconde, mais elle la lâche. En allumant la troisième, elle voit trois requins tout près d'elles. Elle n'ont d'autre choix que de remonter au plus vite à la surface.
Guidées par Taylor, les sœurs abandonnent leur équipement et nagent au plus vite à la surface, près du bateau. Alors qu'elle est sur le point de remonter au bateau, Lisa est attaquée par deux fois à la jambe, mais réussit à s'en sortir en enfonçant ses doigts dans l'œil du squale qui la relâche. Les hommes du bateau hissent les deux sœurs à bord et leur administrent les premiers soins d'urgence, alors que Lisa a perdu la moitié de sa jambe. Mais en observant le sang sur sa main agir étrangement, Lisa se rend compte qu'elle hallucinait depuis quelque temps à cause de la narcose, alors qu'elle est toujours seule au fond de l'océan avec sa jambe coincée sous la cage, Kate ayant quitté la cage un peu plus tôt pour récupérer les bouteilles d'oxygène. Euphorique, elle se croit toujours en train de parler à Kate sur le bateau. Ce sont finalement les garde-côtes qui viennent la secourir. Alors qu'elle est ramenée à la surface, Lisa reprend ses esprits et réalise, effondrée, que sa sœur n'est pas avec elle, tuée par le grand requin blanc alors qu'elle tentait de ramener les bouteilles d'oxygène vers la cage.

## Fiche technique
- Titre original : 47 Meters Down
- Titre québécois : Instinct de survie
- Réalisation : Johannes Roberts
- Scénario : Johannes Roberts et Ernest Riera
- Direction artistique : David Bryan
- Décors : Thomas Bryan, Natalia Veloz Chapuseaux et María Fernanda Sabogal
- Costumes : Eleanor Baker
- Photographie : Mark Silk
- Montage : Martin Brinkler
- Musique : Tomandandy
- Production : James Harris et Mark Lane
- Sociétés de production : The Tea Shop & Film Company, The Fyzz Facility et Altitude
- Sociétés de distribution : Anchor Bay Entertainment / Entertainment Studios Motion Pictures (États-Unis), VVS Films (Canada), Entertainment One (Royaume-Uni), Wild Side Films (France)
- Pays de production :  États-Unis et  Royaume-Uni
- Langue originale : anglais
- Format : couleur — 2,35:1
- Genre : thriller, horreur
- Durée : 85 minutes [2]
- Dates de sortie [3] :
  - États-Unis : 12 juin 2017 (Avant-première au Fox Theater à Westwood Village) ; 16 juin 2017 (sortie nationale)
  - Canada : 23 juin 2017
  - Royaume-Uni : 26 juillet 2017 (VàD)
  - France : 22 septembre 2017 (VàD)

## Distribution
- Mandy Moore (VFB : Valérie Muzzi) : Lisa
- Claire Holt (VFB : Helena Coppejans) : Kate
- Chris J. Johnson (VFB : Steve Driesen) : Javier
- Yani Gellman (VFB : Alexandre Crepet) : Louis
- Santiago Segura (VFB : Olivier Premel) : Benjamin
- Matthew Modine (VFB : Franck Dacquin) : Capitaine Taylor

## Production
Genèse et développement
À la base, le film s’appelait 47 Meters Down, puis fut renommé In the Deep, avant d'être à nouveau nommé 47 Meters Down.

## Accueil

### Sorties
La société de distribution original Dimension Films avait prévu de sortir le film directement en DVD et vidéo à la demande en Amérique du Nord à la date du 2 août 2016. Cependant, le 25 juillet, Variety a rapporté que Dimension a vendu les droits de distribution à Entertainment Studios. Entertainment a annulé le plan original de distribution et a annoncé que le film sortira en salles aux États-Unis le 23 juin 2017.
Il sort en doublage francophone le 28 septembre 2017, uniquement en e-cinema.

### Accueil critique
Sur l'agrégateur de critiques Rotten Tomatoes, le film a obtenu un score de 53 % basé sur 74 critiques, avec une moyenne de 5.5⁄10. Sur Metacritic, le film obtient une note de 53 sur 100, basée sur 20 critiques.

### Box-office
| Pays ou région | Box-office   | Date d'arrêt du box-office | Nombre de semaines |
| -------------- | ------------ | -------------------------- | ------------------ |
| États-Unis     | 44 282 226 $ | en cours                   | 14                 |
| Monde          | 53 883 258 $ | en cours                   | 17                 |

## Autour du film

### Suite
Une suite intitulée 47 Meters Down: Uncaged est sortie en 2019.